# Фестиваль Опет

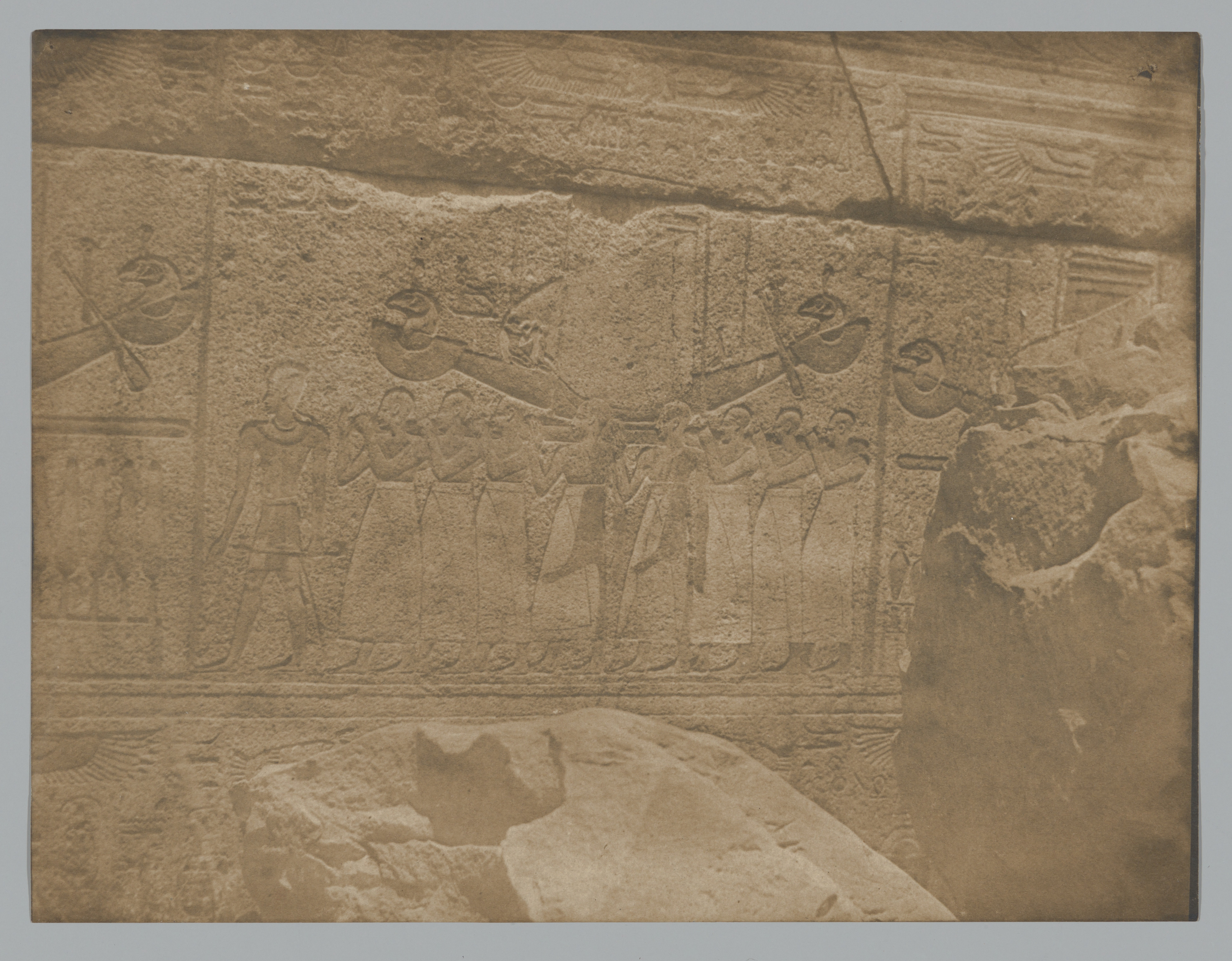
Жрецы со священной баркой. Рельеф в Карнакском храме. Фотография XIX века Максима Дюкана

Фестиваль Опет (также Праздник Опет / Ипет; егип. Ḥb-nfr-n-Jp(3)t) — древнеегипетский ежегодный праздник бракосочетания Амона и Мут, во время которого барки с изображениями этих богов и их ребёнка Хонсу (фиванская триада) перевозились из Карнакского храма (Ипет-Исут или Ипет-сут) в Луксорский, расстояние между которыми около 2 км. Кульминацией процесса являлась встреча Амон-Ра из Ипет-Исут с фиванским Амоном. Перерождение — одна из центральных тем фестиваля, поэтому на нём обычно проводилась церемония повторной коронации фараона. Праздник отмечался с периода Нового царства.

## Церемония
| V28 | D58 | N5 · W3 | F35 | I9 · D21 | S3 | M17 | Q3 · X1 | O45 · O1 |

| V28 | D58 | N5 · W3 | F35 | I9 · D21 | S3 | M17 | Q3 · X1 | O45 · O1 |

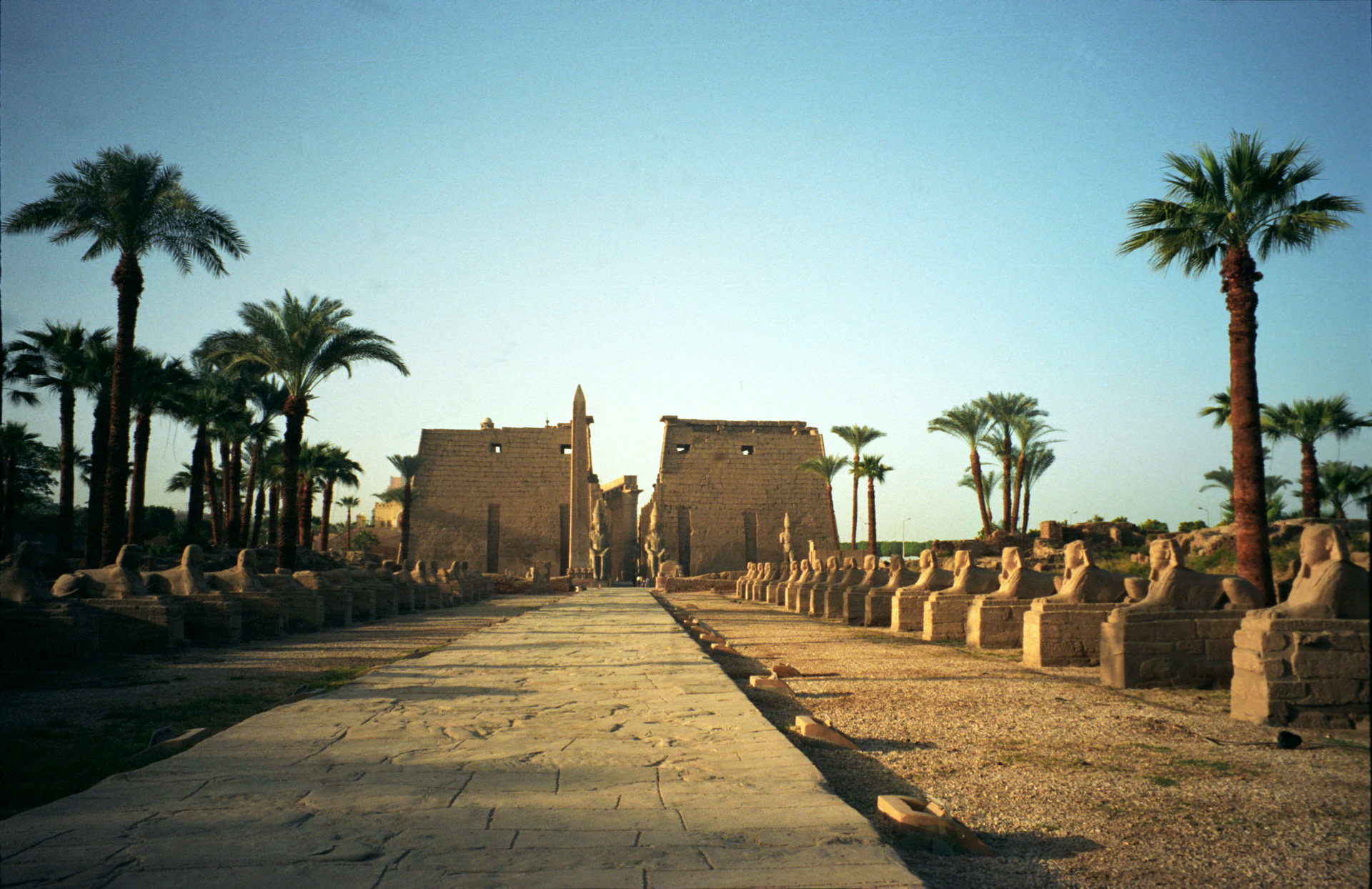
Аллея сфинксов в Луксорском храме

В более ранних вариантах празднованиях фестиваля процессия со статуями бога шла вниз по аллее сфинксов, соединяющей два храма, останавливалась в специально построенных часовнях по пути. Перед святынями оставляли подношения, предназначенные для богов и служащих им жрецов. По окончании церемонии в фиванском храме барки отправились обратно на лодке в Ипет-Исут. В более поздних вариантах торжества статуи перевозились как в Ипет-Исут, так и в Фивы на лодке. Фестиваль приходился на второй месяц Ахета, сезона разлива Нила. Царская барка плыла параллельно с судном богов, и церемонии в «Палатах Божественного фараона» воссоздавали церемонии коронации, таким образом подтверждая право на царство.